# Cerbatana

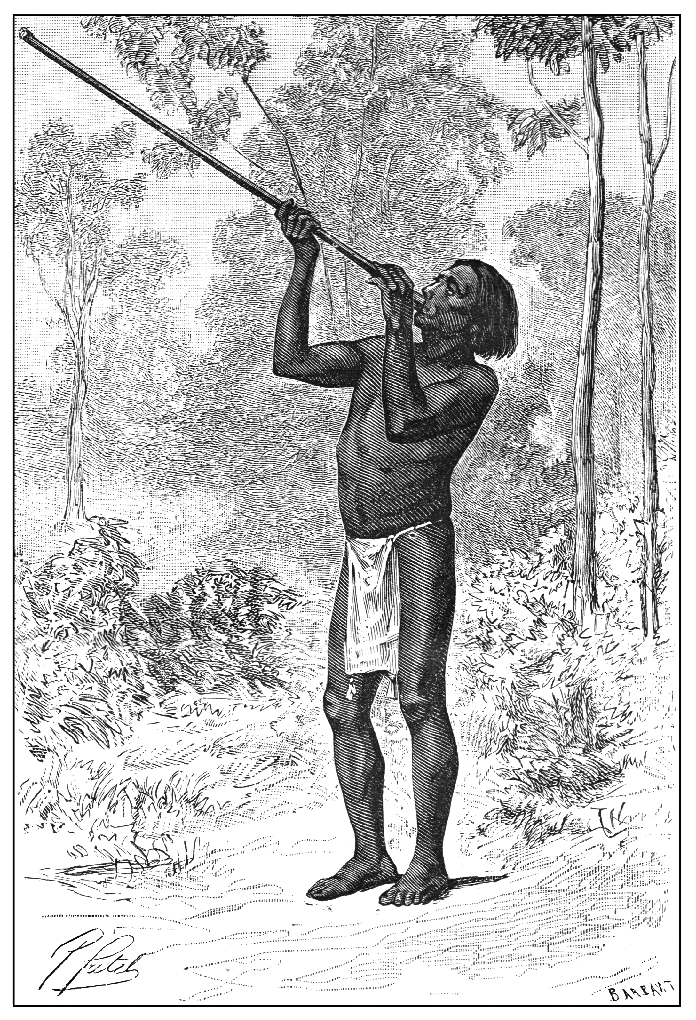
Indio de la etnia huottuja o piaroa sosteniendo una cerbatana (Crevaux y Lejanne 1882, p. 295). En general, las cerbatanas son considerablemente más largas que la del grabado.

La cerbatana (también pucuna o bodoquera) es un arma compuesta de un canuto en el que se introducen dardos, bodoques, pequeñas flechas u otros elementos punzantes, que se disparan soplando con fuerza desde uno de los extremos. Estaríamos hablando, por lo tanto, de la antecesora de las armas de aire comprimido. Muchas culturas repartidas por el globo han empleado esta arma, pero las variadas tribus de la selva tropical de América y Asia suroriental son las que poseen los tiradores más conocidos. Estas tribus rara vez usan la cerbatana con propósitos homicidas, más bien la usan para cazar o como artículo de trueque. En las cuencas de los ríos Orinoco y Amazonas es habitual que los cazadores envenenen los dardos con curare para asegurarse las presas. Los usuarios de esta arma de caza normalmente utilizan un aljaba o cartuchera para guardar los dardos.

## Etimología
La palabra pucuna viene del quechua pukuna, para referirse a un arma de tiro consistente en un tubo o canuto estrecho que se usa para lanzar dardos o flechas soplando con fuerza por uno de los extremos.

## Uso en América del Sur, Centroamérica y México

### Historia

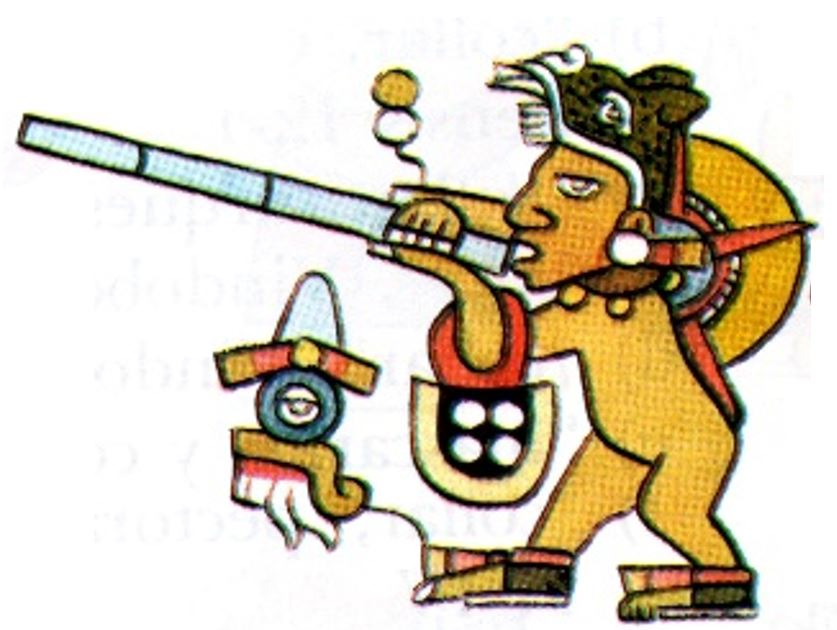
Guerrero mixteca utilizando una cerbatana mientras sostiene una aljaba supuestamente llena de dardos. Pictograma extraído del Códice Bodley. (Ver Cultura mixteca)

Existen pruebas científicas que demuestran el uso de la cerbatana durante la antigüedad en muchos lugares de América del Sur, Centroamérica y México. Concretamente en Perú se hallaron evidencias sobre su uso en épocas remotas.

#### Evidencias arqueológicas
Son muy raras las armas antiguas de este tipo halladas en excavaciones arqueológicas. Uno de estos raros hallazgos se realizó en una tumba mochica localizada en la costa sur del Perú. Allí se encontró un tubo largo con el interior perfectamente pulido, extremos ahuecados y ligaduras finas atadas a ciertos intervalos, que se conserva en la colección de Javier Prado y Ugarteche en Lima.
Sin embargo, las evidencias documentales no son tan escasas. Nique y d'Harcourt describen unas vasijas halladas en Trujillo, que están decoradas con la estampa de un cazador armado con cerbatana apuntando a unos pajarillos. Otro ejemplo (Wassermann-San Bias 1938, fig. 473) es el de un jarrón perteneciente a la cultura protochimú encontrado en la misma localidad, también decorado, donde se representa el tronco de un árbol con tres ramas, en cada una de las cuales hay un pájaro. En la parte inferior del jarrón, una persona protegida con un escudo está disparando a las aves valiéndose de una cerbatana. En la colección de Rafael Larco Hoyle en Trujillo (Stirling 1938, p. 80), hay un recipiente, probablemente del Chimú temprano, decorado con la estampa de lo que parece ser un hombre usando una cerbatana.
En un pedazo de tela hallado en Pachacámac (Max Schmidt 1910, p. 47-48), que se conservaba antes de la Primera Guerra Mundial en el Museo de Etnología de Berlín, estaba representado un individuo haciendo ademán de soplar una cerbatana. Este individuo llevaba colgado del hombro lo que se podría interpretar como una especie de cuerno, y apuntaba con su arma de caza a la copa de un árbol sobrevolado por un pájaro.
Estos ejemplos de la arqueología peruana (muy escasos, teniendo en cuenta la riqueza del material arqueológico de Perú) demuestran la existencia de la cerbatana en la América prehispánica. Y, en cualquier caso, los tres ejemplos de cerámica y la pieza de textil citados demuestran que ya se usaba en la costa peruana antes de la dominación Inca.
Es bien sabido que la cerbatana se utilizó en México y la América Central durante la época precolombina. Así lo demuestran, por ejemplo, himnos religiosos aztecas, hallados en la ciudad mexicana de Sahagún, y representaciones en el mapa de Alonso de Santa Cruz, conservado en la biblioteca de la Universidad de Uppsala, Suecia. En algunas narraciones del Popol Vuh, también se hace referencia a la cerbatana. Uno de los ejemplos más destacados del uso de la cerbatana en el antiguo México es el encontrado en un fragmento de vasija descubierto en Teotiguacán (Linné 1939, p. 57). En dicho fragmento, aparece un hombre portando una cerbatana en la mano derecha, que se dedica a cazar quetzales disparando, lo que parecen ser, bolitas de arcilla.
Hay evidencias que apuntan a que,el uso de la cerbatana en México y Centroamérica es posterior al de Sudamérica. Una de ellas es que no se tiene constancia del uso de bolitas de arcilla, como munición para la cerbatana, desde los albores culturales estudiados por antropólogos especializados en la cultura maya, como, por ejemplo, George Vaillant. Sin embargo, sí se han encontrado rastros de esta munición en algunos trabajos arqueológicos realizados en Teotihuacán. La cerbatana mexicana y centroamericana existente a mediados del siglo XX, descrita por el arqueólogo Jens Yde, no difiere en estructura, según sus palabras, a la de los tipos sudamericanos. Según este investigador, la cerbatana sudamericana consta de un tubo simple que usa como munición bolitas de arcilla. Por este motivo (argumenta Yde), y respaldado por el hecho de que las primeras cerbatanas mexicanas son posteriores a las cerbatanas halladas en la costa peruana, no es probable que esta arma de caza se haya inventado en México o América Central. Su presencia puede deberse influjos culturales que se remontan hacia atrás en el tiempo, provenientes de América del Sur, y en una fecha relativamente tardía.

#### Los primeros escritos

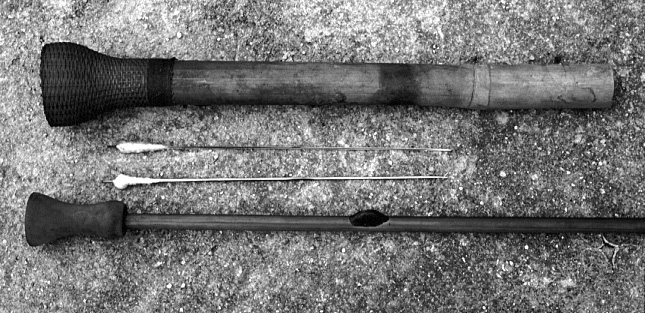
Cerbatana tipo I, «cartuchera» o aljaba, y dos dardos, encontrados en posesión de un miembro del grupo étnico De'Aruwa (Huottuja o Piaroa) en el lugar conocido como raudal Gavilancito, río Gavilán, afluente del río Cataniapo, afluente del río Orinoco. La cerbatana era relativamente corta (1.75 m) y sólo tenía el «cañón» sencillo de bambucillo tipo I. Se puede observar la mira (el abultamiento aproximadamente a la mitad del cañón) Los dardos medían 50 cm de largo.

La cerbatana era un arma desconocida para los antiguos conquistadores españoles que exploraron las tierras de América del Sur. Por este motivo, atrajo su atención, y la describieron en algunas de sus narraciones. En 1539, el cronista español Cieza de León dio cuenta de las armas utilizadas por los nativos en la provincia de Armas, Colombia, con las siguientes palabras: «Las armas que tienen estos indios son dardos, lanzas, hondas, tiraderas con sus estólicas» (Cieza de León, 1922, p. 61). Como nota curiosa decir que, aunque en esta brevísima descripción, como se puede ver, no se hace ninguna referencia a la cerbatana, la traducción incorrecta al inglés realizada por Sir Clements R. Markham logró hacerse camino, erróneamente, entre la literatura etnográfica anglosajona, traduciendo «tiraderas con sus estólicas» por la palabra equivalente en inglés de cerbatana.
Jens Yde, en su artículo The regional distribution of south american blowgun types (Yde Jens. Tomo 37, 1948. pp. 275-317), recopila varios autores españoles y portugueses que describieron en sus crónicas el uso de la cerbatana por parte de diferentes poblaciones indígenas. A continuación, se muestra una lista ordenada cronológicamente con algunos de ellos:
Jorge Robledo. Antioquía (1541)
Es a partir de 1537, en los inicios de las exploraciones y conquista del territorio antioqueño, enmarcado dentro de la actual Colombia, cuando personajes como Jorge Robledo dejan constancia en sus crónicas sobre el uso de cerbatanas por parte de algunos pueblos en la provincia de Anserma. 

Tenían armas de varias clases, para la caza ó la guerra, esa calamidad de todos los tiempos y de todos los pueblos. Eran macanas (madera durísima, de palma), que les servían de espada por el filo y de maza ó garrote por el lomo; lanzas y hachas de pedernal enastadas en madera; hondas para arrojar piedras, y arcos y flechas, generalmente terminadas en una punta de hueso, o bien dardos pequeños, pero envenenados, que disparaban con el soplo por medio de cerbatanas.
Jorge Robledo.

En otro sitio encontramos una descripción de algunos de los pueblos en la costa oeste de Colombia (Robledo, p. 142): «En las provincias de Sima y Tatape y Chocó llámanse por sí provincia de barracoas en indio...; tienen por armas unas cerbatanas á manera de acá; tiran con ellas unas flechecitas con unas puntas de palma negra». La breve descripción de la cultura de esta región está de acuerdo con lo que se conoce de los indios chocó.
Juan Pérez de Tolosa. Cucutá (1549)
En este año, Juan Pérez de Tolosa, en su viaje de Cucutá al lago de Maracaibo, se reunió con los indios bobures en las llanuras a lo largo del Río Zulia. Escribió de éstos que no eran muy guerreros.

Pues solo peleaban con cerbatanas, en que metían unas pequeñuelas flechas, tocada en una yerva, que si heria a alguno era poco, y le tumbava de manera que le hazia caer sin sentido por dos, ó tres horas, que era lo que ellos avian menester para huir; y después se levantavan en su libre sentido, sin otro daño.
Juan Pérez de Tolosa.

En relación con este texto destacar que la cerbatana rara vez se usó como arma de guerra en Sudamérica y que, por aquella época, hace ya mucho tiempo que los Motilones aparentemente no la empleaban, siendo los bobures una subtribu de estos últimos.
Juan Álvarez de Maldonado. Río Madre de Dios (1567)
En este año, según otras publicaciones en 1570, el explorador español Juan Álvarez de Maldonado observó cerbatanas en algún lugar de la región Río Madre de Dios. La descripción del arma aparece en su hoja de méritos y servicios, donde se le acredita como «descubridor de Nueva Andalucía, Chunelos, Mojos y Paitití». Allí, entre una lista de tribus que usan arcos y flechas, se nombra a los corocoro utilizando cerbatanas con pequeñas flechas untadas con «yerba de ballesteros, una cosa excesivamente mala». Hoy día no es posible identificar la mayor parte de las tribus citadas por Maldonado. Tal vez los corocoro fuesen grupos que estuvieron asentados en algún río del actual municipio boliviano de Coroico, cerca de la región actualmente habitada por los lecos.
Bernal Díaz del Castillo. Santiago de Guatemala (1568)
Los biógrafos de Bernal Díaz del Castillo dicen que en ese año termina de pasar a limpio su manuscrito de Historia verdadera de la conquista de la Nueva España. Siete años después llegó una copia manuscrita a la Península ibérica, en la que se basó la primera edición impresa, que fue publicada póstuma en 1632. En el capítulo CIV de su obra, donde se describen los regalos que el emperador Moctezuma envía como tributo al emperador Carlos I, Diaz del Castillo nombra dos veces la cerbatana.

También le quiero enviar tres cerbatanas con sus esqueros y bodoqueras, y que tienen tales obras de pedrería que se holgarán de vellas.
Bernal Díaz del Castillo. Capítulo CIV.

Según Covarrubias, el esquero es «una cierta bolsa que andaba asida en el cinto, donde la gente del campo llevaba la yesca y pedernal para encender lumbre.» Atendiendo a la definición de bodoque del mismo autor, las bodoqueras son en este caso las bolitas o proyectiles que se disparan con la cerbatana.
Más adelante, en el mismo capítulo, vuelve a nombrar de nuevo las cerbatanas.

Pues las tres cerbatanas con sus bodoqueras, los engastes que tenían de pedrerías y perlas, y las pinturas de pluma y pajaritos llenos de aljófar y otras aves, todo era de gran valor.
Bernal Díaz del Castillo. Capítulo CIV.

Juan de Castellanos. Nueva Granada (1592)
Aunque el manuscrito lleva la fecha de 1602, es en este año cuando Juan de Castellanos completa su Historia del Nuevo Reino de Granada, que constituye la cuarta parte de su obra en verso Elegías de varones ilustres de Indias. En ella habla sobre la conquista de Bogotá, Tunja y pueblos aledaños. En una edición posterior, editada en Madrid en 1886, se describe el uso de la cerbatana por parte de los indios moscas, «moradores de todo lo que llaman tierra fría». En el texto se emplea la palabra «cebratana», en lugar de cerbatana.

Es arma limpia de mortal veneno, y de todas las bárbaras es esta la de menos rigor, y harto menos que flechas que despiden cebratanas, pues hay cierta nación que dellas usa, do meten jaculillos venenosos de muy sutiles puntas, y al principio un poco de algodón que el hueco hinche, y cuando soplan, sale de tal suerte que hace regulada puntería; y aún acontece dar entre las cejas sin que los ojos puedan dar aviso; el golpe flaco, pero los efectos con mortales angustias amenazan, a causa de tener mortal untura.
Juan de Castellanos. Página 42.

En la misma obra, se hace de nuevo referencia a la «cebratana» durante la narración de un enfrentamiento entre los españoles y los indios panches:

Traían tan formados escuadrones y con tal regulada disciplina, como si fuera banda de tudescos; unos dellos cubiertos con paveses y multitud de dardos á la mano que mujeres armígeras traían: otros con picas largas y con mazas pendiente de los hombros asimismo: otros con fuertes arcos y con flechas: otros fundibularios, proveido zurron de lisas piedras redondas: otros también traían cebratanas y aljabas de saetas emplumadas que violentos soplos despedían; pero ninguno jáculos sin herva que con rabioso fin amenazaba.
Juan de Castellanos. Página 123.

El cronista franciscano Fray Pedro Simón recoge también algunas referencias del uso de cerbatanas por parte de los panche, que probablemente daten de las mismas fechas. En la edición de Bogotá, 1882-1892, se puede leer en el volumen 2, página 161, lo siguiente: «No faltaba entre ellos quien trajase sobre los hombros largas y gruesas mazas, otros ondas, y lisas piedras en unos mochilas ó zurrones; otros zaetas emplumadas y cerbatanas con que las tiraban, y todas estas armas con mortífero veneno». En la página 163, se mencionan expresamente las «cervatanas» en relación con los indios panche.
Fray Pedro Simón. Provincia de Betoma (1592)
En sus crónicas sobre la exploración de la provincia de Betoma, llamada por los españoles Caldera y Valle de San Marcos, a las faldas de la Sierra Nevada de Santa Marta, el cronista Pedro Simón menciona cómo los indios taironas, que habitaron el departamento de Magdalena, disparaban pequeñas flechas valiéndose de cerbatanas para matar pájaros, cuyas plumas luego usaban de ornamento.

Eran tantas y tan curiosas las cosas de plumería que no se puede decir; capas como mucetas, rosas, flores, clavelinas, abanicos, aventadores, vestidos, justillos cobiertos de plumas, mohanes grandes cubiertos de lo mismo, otros de pedrería, bonetes forrados de cocuyos, vestidos de pellejos de tigre; criaban papagayos, guacamayos y tominejos, para sólo la pluma, que les pelaban cada año; otros matan con cerbatanas y sutiles flechas para lo mismo... Tenían en cierta loma hecho un flechadero, donde se ejercitaban unos contra otros, y aunque alguno saliese herido, no era causa de enojo.
Fray Pedro Simón.

### Tipos
.

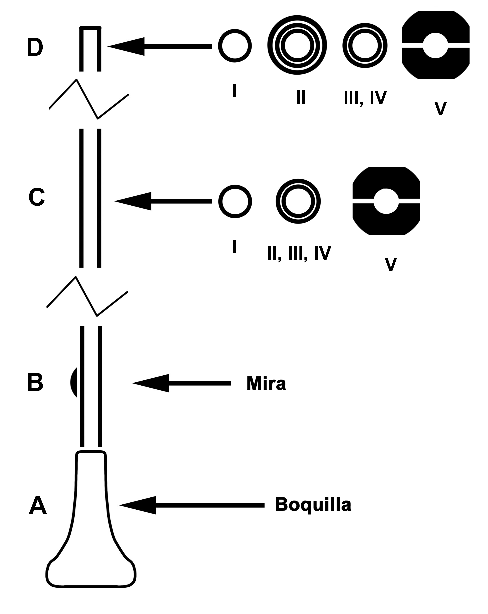
Estructura de una cerbatana idealizada. Boquilla labrada de diferentes maderas y formas (dibujo A). Mira para apuntar al blanco, generalmente construida con dientes de roedores de las especies Hydrochoerus hydrochaeris, Cuniculus paca, o de alguna especie del género Dasyprocta. Diferentes modelos de tubo de cerbatana y diseños de punta (dibujos C y D), según los tipos existentes en Sudamérica clasificados por Jens Yde (1948, p. 282-285) y por Gustavo A. Romero-González (2018)

Los autores Gustavo A. Romero-González y Carlos A. Gómez Dahuema clasifican las cerbatanas utilizadas por los pueblos de las cuencas del Orinoco y del alto Río Negro de Venezuela en cuatro tipos básicos:
Tipo I
Consisten en un cañón sencillo de bambucillo, tomado del primer entrenudo de un culmo de Arthrostylidium schomburgkii. (Ver plantas del género Arthrostylidium)
Tipo II
Formadas por cañón inserto en una cubierta cilíndrica de mayor diámetro, ambos de la misma planta de bambú.
Tipo III
Similar a la anterior, de tipo II. Pero, en este caso, para la construcción de la cubierta exterior, de mayor diámetro que el cañón de bambú, se utiliza un tallo labrado de Iriartella setigera.
Tipo IV
Similar a la anterior, de tipo III. Pero en este caso, tanto el cañón como el tubo sobre el que va inserto, se construyen con el mismo tallo labrado de Iriartella setigera.
Tipo V
Procedentes de Brasil, Colombia, Ecuador, Guatemala y Perú, son cerbatanas fabricadas de dos piezas. En algunos casos, estas piezas son tejido del tallo de un tipo de palmera Bactris gasipaes, en otros, la madera de alguna dicotiledónea no identificada. El cañón está labrado entre las dos piezas, aparentemente unidas con un pegamento y cubiertas por una especie de cinta de origen vegetal.

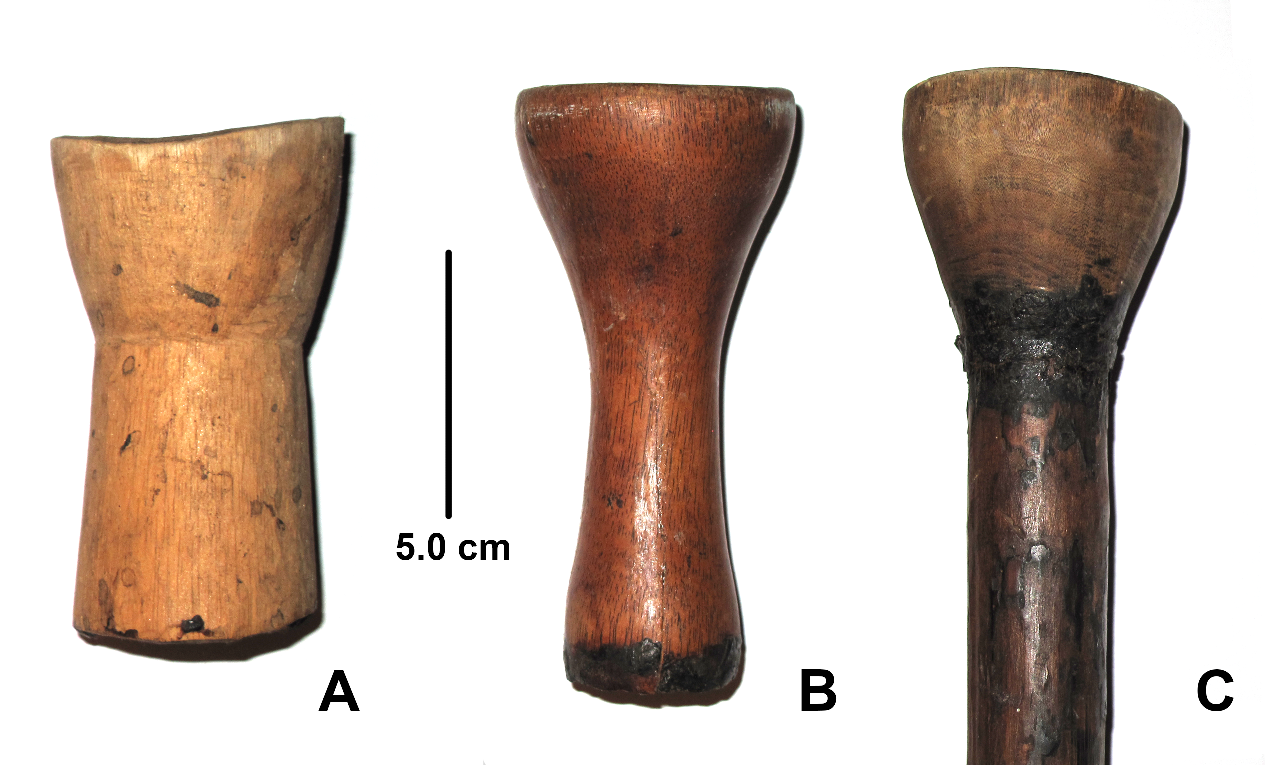
Diseños de boquillas de cerbatana de tipo II (A), y de tipo III (B y C)

Por su parte, Jens Yde, clasifica las cerbatanas usadas en todo el territorio sudamericano en cuatro tipos:
Tipo I
Es el más simple de los cuatro tipos, y consta únicamente de un tubo liso de sección transversal circular. Según este autor, los indios cuna y los huanyam, utilizan esporádicamente cerbatanas de este tipo en algunos rincones al norte de Colombia, en un área amplia que incluye los afluentes del Río Negro occidental, y la región Yapurá-Putumayo.
Tipo II
Son un tipo de cerbatanas que consisten en dos tubos, uno insertado en el otro. Se distribuyen por la zona norte que abarca las cuencas del interior del Orinoco, el Río Negro, y el Río Branco. También se hallan a lo largo de la costa, y una distancia tierra adentro en el estuario del Orinoco y la Guayana británica.
Tipo III
Consiste en un solo tubo envuelto en una cubierta hecha de dos mitades que, en una sección transversal, parecen semicirculares, y que se mantienen unidas por algún tipo de pegamento y una envoltura de cuerdas de hileras o tiras de corteza que se enrollan alrededor de ellas. Este tipo se distribuye en un área muy limitada de la región alrededor de los afluentes occidentales del Río Negro, y las zonas habitadas por los maku, inmediatamente al sur de este río.
Tipo IV
Se trata de una cerbatana compuesta por dos mitades de un tallo de palma dividido, pegado y enrollado, con tiras de corteza. La sección transversal este tipo de cerbatanas muestra dos componentes semicirculares.

### Distribución geográfica
Los investigadores Romero-González y Dahuema, describen cuatro tipos de cerbatanas halladas a lo largo de las cuencas del Orinoco y el alto Río Negro, en el estado Amazonas de Venezuela.
Localizan un ejemplar del tipo I en posesión de un individuo de la etnia de'aruwa con quien toparon cerca de un afluente del río Gavilán, a su vez afluente del Cataniapo, que  desemboca en el Orinoco. Sitúan las de tipo II en una zona llamada Caño Iguana, cerca de un afluente del río Orinoco llamado Ventuari. Las de tipo III en el municipio de  Manapiare, donde vive el grupo étnico que las fabrica, los dekuana. También se han hallado cerbatanas del tipo III al sur de la Guyana, el noroeste de Brasil, y el este de Venezuela; adquiridas a los dekuana por algunos miembros del pueblo indígena guahibo. Las cerbatanas del tipo IV fueron examinadas, por estos mismos autores, en el municipio de Maroa, y en la comunidad de Tabucal, en el bajo río Atacavi.

## Uso en el Sudeste Asiático

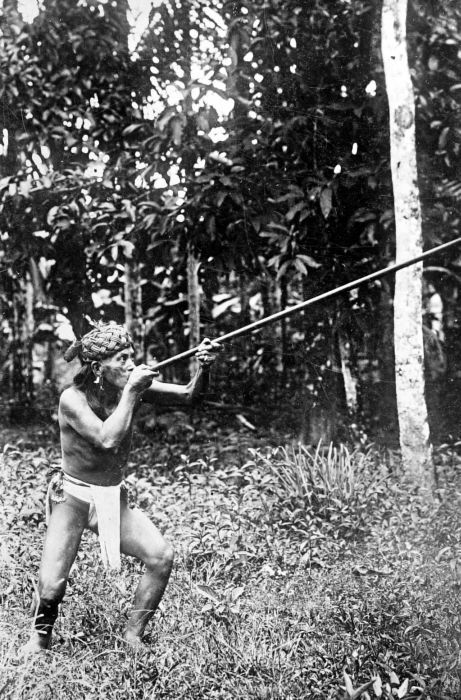
Indio de la etnia Dayak cazando con cerbatana. Isla de Borneo. Fotografía tomada alrededor de los años 20 del siglo XX. (Tropenmuseum. Museo de culturas del mundo)

### Historia

#### Los primeros escritos
En un apartado del llamado Códice Boxer, dedicado a las costumbres y usos de los antiguos habitantes del archipiélago de las Bisayas, se dice que éstos usaban las cerbatanas para matar pájaros. Es de notar la frase: «usan unas cerbatanas como las que en España hay con que matan pájaros».

Tienen otras hechas de palo a manera de petos y espaldares, que defiende una flecha y una lanza, detienen arcos y flechas, en los hierros de las cuales echan algunas veces ponzoña, que hay mucha en todas las islas Philipinas y, en algunas de estas islas, usan unas cerbatanas como las que en España hay con que matan pájaros, con las que les tiran unas flechuelas muy pequeñas con hierros muy agudos, las cuales tiran por el agujero de la cerbatana. Y van los hierros de estas flechuelas llenos de ponzoña o yerba y, si hacen sangre en la herida que dan o hacen mueren de ellas, aunque sea muy poca.
Códice Boxer. Costumbres y usos, ceremonias y ritos de Bisayas. [34v]. Siglos XVI y XVII

En el mismo códice, también se menciona a la cerbatana como arma usada en el reino de Borney (actual Borneo), situado en la isla homónima, a doscientas ochenta leguas al sudoeste de Manila, según reza el códice.

Y algunos traen alfanjes y unas cerbatanas con las cuales tiran unas flechitas que en lugar de hierro tienen un diente de pescado. Tráenlas untadas con hierba, de suerte que aunque no saque más de una gota de sangre, es mortal la herida si no tiene contrahierba. Ésta es el arma que más usan, y son tan certeros con ellas que no yerran a nadie a tiro. Traen en el remate de la cerbatana un hierro de lanza muy bueno para valerse de él se llegaren a las manos con su enemigo.
Códice Boxer. Borney. [84r]. Siglos XVI y XVII

Otras crónicas españolas posteriores, ya del siglo XVIII, también hacen referencia al uso de la cerbatana como arma de guerra utilizada por los habitantes de Filipinas.
 En los informes de una expedición que partió de Manila hacia el reino de Joló, en marzo de 1731, se describe un ataque a la fuerza de Bual en Mindanao. Durante este ataque, las tropas locales se defendían tras empalizadas lanzando ataques con artillería, lantacas y cerbatanas.

Una emboscada que tenían hecho de más de veinticinco o treinta hombres sin haber quedado de ellos sino como cinco o seis que escaparon por haberse metido en la fuerza según lo ha informado y de dicha fuerza con tal destreza y prontitud a hacer el fuego a nuestra infantería con lantacas y cerbatanas que alrededor tenía de su estaquería la que en todo era artificiosa,
Ataque a la fuerza de Bual, Mindanao. AGI, Filipinas, 14 de junio de 1731.

## Materiales, diseño, y fabricación
La tribu de los waodani utiliza tres tipos de plantas de pambil (tepa) para la elaboración de sus cerbatanas tradicionales. Los materiales necesarios para fabricar una cerbatana de caza son los siguientes: palo de pambil, lianas gruesas y livianas, machetes, flechas, martiri, algodón, y piolas. Para el diseño simplemente tienen en cuenta su propio tamaño y postura. El pambil encontrado en el bosque es cortado y secado adecuadamente. Los antiguos waodami elaboraban las cerbatanas para sus hijos y, además, les enseñaban como hacer las suyas propias, de tal manera que el conocimiento se transmitiese a las futuras generaciones. Las cerbatanas antiguas eran de color rojo, obtenido de achote.
La nación achuar construye sus cerbatanas con pambil de chonta, ampakai, namukum, kakasip o chuchuk (todas plantas pertenecientes a la familia de las palmeras), seleccionadas por los cazadores más experimentados. El resultado es un arma de caza de entre 1,5 y 3 metros de longitud, con un hueco o alma por donde se introducen flechas de unos 30 centímetros. Los mejores fabricantes de cerbatanas pueden hacer unas diez piezas al año. Las flechas de las cerbatanas achuar, llamadas tsentsak, se obtienen a partir de fibras de kinchuk e iniayua (una especie de pambil comestible) Obtener el material que las compone es muy sencillo, y un cazador experimentado puede fabricarlas a razón de unas 20 por hora; por lo tanto, no necesita economizar proyectiles durante las incursiones de caza. Debido a que la sección de una tsentsak, es bastante inferior al diámetro del alma o hueco de una cerbatana, es necesario envolver uno de sus extremos con un taco de seíbo. Las flechas se guardan en una pequeña aljaba (tunta) fabricada con segmentos de bambú, dispuestas en forma de haz (chipiat) Una calabaza redonda, vaciada y perforada, mati (Crescentia cujete), atada a la aljaba, sirve para guardar una pequeña reserva de seíbo para la confección de los tacos. En torno al punto de fijación de la calabaza está enroscada una varita larga y flexible (japik), que hace las veces de escobillón para limpiar el alma de la cerbatana.

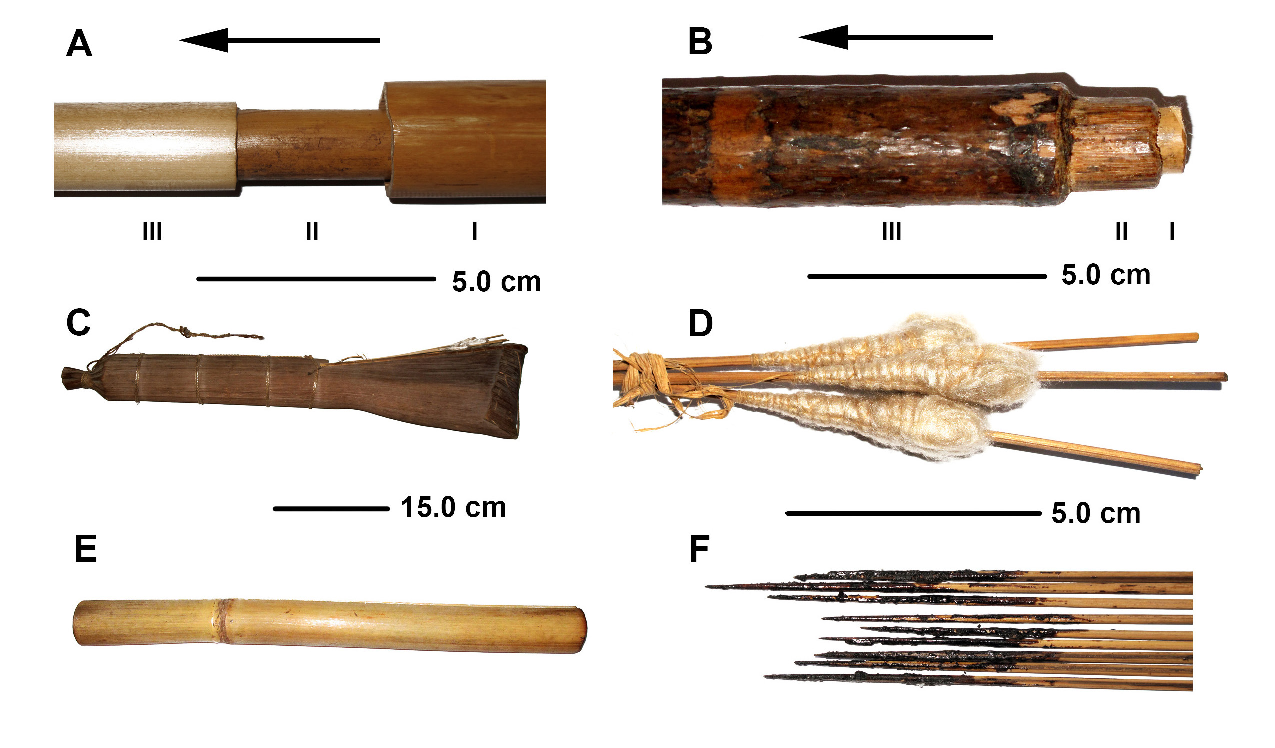
Diseño de la base y la punta de algunas cerbatanas, diferentes «cartucheras» o aljabas, y dardos. Las flechas sobre A y B apuntan hacia el extremo apical de la cerbatana. Las figuras C, D, E y F están a la misma escala. La figura A muestra el ápice de una cerbatana con sus diferente partes encajadas: cubierta cilíndrica exterior (I), cañón (II), y tubito protector (III). La figura B es la parte próxima a la boquilla de una cerbatana de tipo III. La figura C es una aljaba usada por individuos de la etnia dekuana. La figura D es un manojo de dardos amarrados con fibras vegetales, mostrando el extremo donde van los tapones que sirven para encajarlos dentro de la cerbatana. La figura E es una cartuchera hoti hecha con un segmento de base de bambú. En la figura F se muestra la punta de unos dardos impregnados de curare. Cortesía de G. A. Romero-González.

Las cerbatana del tipo de dos tubos es el arma más común entre los piaroa. Se fabrica con caña mabi (Bambusa arundinacea), consiguiendo una longitud de tubo generalmente de dos metros o más, y un diámetro interno igual o inferior al centímetro. La cerbatana tiene una boquilla y un punto de mira situado a unos treinta centímetro de esta. La mirilla se suele fabricar con piedras, dientes de baquiro, o resina. Los dardos de la cerbatana se hacen con el tallo central de ciertas hojas de palmera, en cuyo extremo inferior, los piaroa fijan una pelota cónica hecha con fibras de la fruta de un Ceibo.

## Usos
La cerbatana se usa principalmente como arma de caza, aunque no se descarta su empleo en la guerra. Por otro lado, también es un valioso utensilio para el trueque. Entre los uwotjuja, conocidos asimismo como piaroa, la cerbatana y el curare eran productos de intercambio comercial bastante importantes, pues los materiales de calidad necesarios para su elaboración están localizados en lugares muy concretos. Según Alexander Mansuti, una cerbatana podía intercambiarse por un rallo de yuca, dos collares de mostracilla o dos totumos pequeños de curare, y hasta por un perro, entre otros productos equivalentes.
Entre los waodani, la cerbatana es un instrumento de uso exclusivamente masculino, utilizado principalmente para la caza y únicamente en verano, ya que la lluvia puede dañar su contextura. Actualmente la elaboración y venta de cerbatanas supone para algunos hombres waodani un ingreso adicional para el sustento de su familia.
Las naciones shuar y canelos, vecinos de los achuar, usan las cerbatanas que estos últimos fabrican cambiándolas por especie. Al norte del Pastaza, las cerbatanas constituyen el principal medio de pago mediante el cual los achuar adquieren bienes manufacturados.

## Caza, simbolismo, y espiritualidad
Las cualidades balísticas de una cerbatana la convierten en un arma de caza muy útil en la selva, donde los obstáculos entre presa y cazador a grandes distancias son múltiples, debido a la frondosidad de la vegetación. Un cazador achuar experimentado, puede lanzar proyectiles a una distancia útil de unos cincuenta metros, con una precisión satisfactoria, pues la mayoría de los cazadores alcanzan blancos de veinte centímetros de diámetro a una distancia de treinta metros. Silenciosa, precisa, y además letal, si se impregnan los dardos con veneno, la cerbatana es una de las armas tradicionales mejor adaptada para la caza menor en la selva.
La cerbatana es para los matis el arma de los muertos, porque era el arma de sus ancestros. Los espíritus prefieren la cerbatana al arco, y gustan de contar a los humanos, cuando les visitan en la tierra, como la utilizan en sus cacerías de ultratumba. La caza con arco se reserva a los adultos, mientras que la cerbatana es usada por los ancestros y los principiantes. Es un arma mística, y manipularla exige enormes precauciones, una dieta particular, y un especial estado mental del cazador. Utilizarla implica mimetizarse con la selva como un animal, y aproximarse discreta y silenciosamente a la presa.

## Dardos envenenados
Además de silenciosa, la técnica de disparar dardos con una cerbatana es mortífera si se envenenan dichos dardos con extractos de plantas o secreciones de animales. En Guyana, Surinam, la Guayana Francesa, algunas zonas aisladas en la América del Sur y en las cuencas del Amazonas y el Orinoco, los cazadores de cerbatana impregnan las puntas de sus dardos con curare. El explorador Joseph Gumilla menciona por vez primera el uso de este veneno, nombrado en la literatura antigua también como: uiraêry, uirary, uraré, woorara y wourali.
Los ticuas, un grupo étnico del Brasil, Colombia y Perú, elaboran un tipo de curare llamado «ticuna». Este veneno actúa sobre la presa con rapidez, matando a aves como el tucán en cuestión de 3-4 minutos y a pequeños monos en unos 8-10 minutos.
En la cuenca del Orinoco, la cerbatana y el curare son utilizados por diversas etnias y pueblos indígenas, entre los que destacan: 
- el Pueblo hoti, quienes hacen cerbatanas únicas en cuanto a sus componentesy preparan su propio curare
- la etnia panare, que obtiene cerbatanas de los hoti
- los huottuja o piaroa, que obtienen cerbatanas de los yekuana o maquiritares que, a su vez, obtienen el curare de los piaroas
- los pemones que, igualmente, obtienen cerbatanas de los yekuana, aunque fabrican su propio curare.

En la cuenca del alto Río Negro, los curripacos o banivas fabrican sus propias cerbatanas utilizando en parte tecnología y materiales diferentes a los usados por las otras etnias del Orinoco, e igualmente elaboran su propio curare.
Además del curare, los antepasados waodani de la Provincia de Orellana, en Ecuador, empleaban un fósforo conocido como kakapa para impregnar los dardos de sus cerbatanas.
Los piaroa son conocidos por elaborar curare para impregnar los dardos de sus cerbatanas. Lo elaboran partiendo de extractos de diferentes especies de plantas del género Strychnos, fundamentalmente el maracure (Strychnos crevauxii), mezclado con savia de kraraguero para aumentar la adhesión del veneno. Del maracure o bejuco de Venezuela se utiliza la raíz, resultando de su cocimiento una sustancia negra, resinosa y amarga. Un animal alcanzado por los dardos envenenados de una cerbatana, usando la receta piaroa y dependiendo de su masa corporal, suele morir antes de los quince minutos.
Los matis, un grupo étnico que vive en la cuenca del Javari dentro de la selva del Amazonas, considera el curare un producto íntimo representativo de la virilidad colectiva, a pesar de tener que ir al exterior para conseguir los bejucos con estricnina que lo componen, normalmente a lugares bastante alejados de su residencia. Su elaboración es totalmente ritual, sirviendo a todos los que participan en ella como modo para acentuar su carácter viril y felino, pues teatralizan el movimiento de un grupo de jaguares macho. Por este motivo, ocultan el curare a mujeres y extranjeros, y son muy reacios a comerciar con el veneno, pues si lo hicieran, renunciarían a su identidad y se expondrían seriamente.
El curare utilizado por los achuar para impregnar la punta de sus saetas, llamado tseas, se prepara a partir de dos ingredientes básicos: el bejuco machapi y los frutos del árbol painkish (Strychnos jobertina). Las recetas son variadas en función del cazador, y algunos potencian la fuerza del veneno con varias plantas no identificadas: yarir, tsaweimiar, nakapur, tsarurpatin, kayaipi y tsukanka iniai. Cada hombre posee su fórmula, y los que fabrican el curare más eficaz, guardan en secreto la receta, perpetuándola en el tiempo gracias al traspaso generacional de padres a hijos.